# Medaglia per il coraggio durante un incendio
La medaglia per il coraggio durante un incendio è stata un premio statale dell'Unione Sovietica.

## Storia
La medaglia venne istituita il 31 ottobre 1957.

## Assegnazione
La medaglia veniva assegnata ai membri di vigili del fuoco, ai membri dei vigili del fuoco volontari e ai cittadini per premiare:
- il coraggio e l'altruismo dimostrati contro gli incendi, durante il salvataggio di persone e la tutela della proprietà socialista o privata dal fuoco;
- la guida di gruppi antincendio impiegati nella protezione o in operazioni di salvataggio;
- il coraggio e la perseveranza dimostrati al fine di evitare esplosioni o incendi.

## Insegne
- La medaglia era in origine di argento, successivamente in nickel ricoperto di argento. Il dritto raffigurava l'immagine di un'ascia e di una chiave regolabile sotto una stella a cinque punte. Sotto le immagini in rilievo di due foglie di alloro e di una falce e un martello, sopra la scritta "PER CORAGGIO NEL FUOCO" (Russo: «ЗА ОТВАГУ НА ПОЖАРЕ»)". Sul retro vi era l'immagine di un pompiere che porta in salvo un bambino.
- Il nastro era rosso con bordi bianchi caricati di una striscia blu.